# مرض بورنا
مرض بورنا (بالإنجليزية: Borna disease)‏ هي متلازمة عصبية  للحيوانات ذوات الدم الحار. والتي تسبب مشاكل في السلوك وحوادث قاتلة. اكتشف الفيروس في الأصل عند خراف وأحصنة أوروبا، ومن حينها أثبتت اٍمكانية انتشار الفيروس في طائفة واسعة من الحيوانات ذوات الدم الحار بما في ذلك الطيور، الماشية، القطط والرئيسيات ووجد في حيوانات أوروبا، آسيا، أفريقيا وأمريكا الشمالية. والاسم مشتق من اسم مدينة بورنا باٍقليم ساكسونيا، ألمانيا التي شهدت وباء لدى الأحصنة سنة 1885 م

## الفيروس
فيروس بورنا هو جنس الفيروس الوحيد من الفيروسات البورنوية في رتبة الفيروسات السلبية الأحادية، ولها أصغر جينوم (8.9 كيلو قاعدة) من بين كل الفيروسات السلبية الأحادية وهو الوحيد في هذه الرتبة الذي له القدرة على التنسخ داخل نواة الخلية.
مع أن الفيروس اٍشتهر بتسببه في مرض بورنا لدى الأحصنة، أظهرت الاكتشافات الحديثة أن الفيروس البورناوي يمكن أن يلعب دورا لدى الاٍنسان في بعض الاٍضطرابات العصبية والعقلية، بما في ذلك الاكتئاب وتعكر المزاج ثنائي القطب.